# Rasbora volzii
Rasbora volzii är en fiskart som beskrevs av Popta, 1905. Rasbora volzii ingår i släktet Rasbora och familjen karpfiskar. Inga underarter finns listade i Catalogue of Life.